# الدوري الكويتي 1968–69
أقيمت بطولة الدوري الكويتي الثامنة في موسم 1968/1969، وقد شارك في البطولة 6 فرق، وقد حقق نادي القادسية الكويتي لقب البطولة للمرة الأولى في تاريخه.

## ترتيب الفرق
| الفريق                | لعب | فاز | تعادل | خسر | له | عليه | النقاط |
| --------------------- | --- | --- | ----- | --- | -- | ---- | ------ |
| نادي القادسية الكويتي | 10  | 5   | 5     | 0   | 20 | 9    | 15     |
| نادي العربي الكويتي   | 10  | 6   | 1     | 3   | 18 | 11   | 13     |
| نادي السالمية         | 10  | 4   | 2     | 4   | 14 | 13   | 10     |
| نادي الكويت           | 10  | 4   | 2     | 4   | 10 | 10   | 10     |
| نادي اليرموك          | 10  | 4   | 0     | 6   | 9  | 14   | 8      |
| نادي الفحيحيل         | 10  | 2   | 0     | 8   | 6  | 20   | 4      |

## أرقام من البطولة
- أكثر الفرق تحقيقا للفوز هو نادي العربي الكويتي ب6 انتصارات.
- أقل الفرق تحقيقا للفوز هو نادي الفحيحيل بفوزين.
- أقل الفرق تعرضا للتعادل هو هما نادي اليرموك ونادي الفحيحيل حيث لم يتعادلا.
- أكثر الفرق تعرضا للتعادل هو نادي القادسية الكويتي بخمسة تعادلات.
- أكثر الفرق تعرضا للخسارة هو نادي الفحيحيل ب8 خسائر.
- أقل الفرق تعرضا للخسارة هو نادي القادسية الكويتي حيث لم يخسر.
- أكثر الفرق تسجيلا للأهداف هو نادي القادسية الكويتي ب20 هدف.
- أقل الفرق تسجيلا للأهداف هو نادي الفحيحيل ب6 أهداف.
- أقل الفرق استقبالا للأهداف هو نادي القادسية الكويتي 9 أهداف.
- أكثر الفرق استقبالا للأهداف هو نادي الفحيحيل ب20 هدف.